# Homaloptera confuzona
Homaloptera confuzona är en fiskart som beskrevs av Maurice Kottelat 2000. Homaloptera confuzona ingår i släktet Homaloptera och familjen grönlingsfiskar. IUCN kategoriserar arten globalt som otillräckligt studerad. Inga underarter finns listade i Catalogue of Life.